# Distretto di Žmerynka
Il distretto di Žmerynka (in ucraino Жмеринський район?) è un distretto nell'oblast' di Vinnycja in Ucraina. Il suo centro amministrativo è la città di Žmerynka Ha una popolazione di 158 913 abitanti.

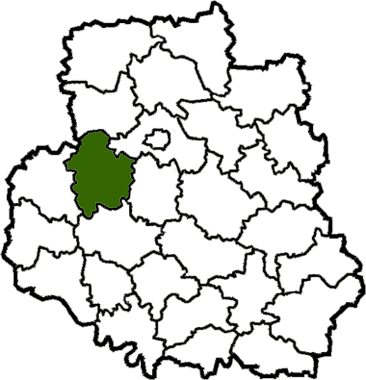
Territorio del distretto prima della riforma amministrativa del 2020

Il 18 luglio 2020, come parte della riforma amministrativa dell'Ucraina, il numero di distretti dell'oblast di Vinnycja è stato ridotto a sei e l'area del distretto di Žmerynka è stata notevolmente ampliata.

## Geografia antropica
Il distretto è suddiviso in 8 comunità territoriali (hromada).

### Situazione ante 2020
Il distretto era suddiviso nell'insediamento di tipo urbano di Žmerynka e in 27 comuni rurali.